# Otto J. Lund
Otto Johannes Lund (født: 4. maj 1885 i Rutsker, død 30. december 1948 på Allinge sygehus) var forfatter, digter, biavler og jordbruger.
Otto J. Lund var god ven med Oluf Høst og Claus Johansen.

## Udgivelser
- "Lyngblomster. Borrinholmska dæktj" (digt) 1930
- ”Enj Urtakåst” i 1933.
- ”Vår Larkan ryggar” i 1935.
- ”Slidara” i 1939.
- ”Brâfolk og Stommene” i 1941
- ”Forr i tider” 1944.